# 絨鼯鼠
絨鼯鼠（學名：Eupetaurus cinereus、英語名：Woolly Flying Squirrel）是一種鼯鼠，為絨鼯鼠屬的模式种。到目前為止，科學界對此生物的認知只有11具皮膚標本。不過可確定仍存在於巴基斯坦的喀什米爾。

## 保护
- 中国濒危动物红皮书，等级：濒危
- 本种于2023年被收录入《有重要生态、科学、社会价值的陆生野生动物名录》[1]。